# Свадебный переполох
«Свадебный переполох» (англ. The Wedding Planner) — американская кинокомедия 2001 года режиссёра Адама Шенкмана с Мэттью Макконахи и Дженнифер Лопес в главных ролях.

## Сюжет
Мэри Фьоре (Дженнифер Лопес) работает организатором свадебных торжеств. Она проводит так много времени со счастливыми парами, что не находит времени поискать своё собственное счастье. Однажды Мэри от несчастного случая спасает прекрасный молодой человек по имени Стив (Мэттью Макконахи). Она проводит с ним прекрасный вечер, а на следующее утро у неё есть уже новая богатая клиентка Фрэн (Бриджитт Уилсон-Семпрес), организация свадьбы которой поможет карьерному росту Мэри. Каково же было её удивление, когда девушка узнала, что Стив и есть жених Фрэн… Тем временем отец Мэри пытается свести девушку с юношей Массимо (Джастин Чэмберс) — другом её детства. Фрэн начинает сомневаться в правильности своего решения выйти замуж и рассказывает Мэри о своих сомнениях. Но та убеждает её, что она всё делает правильно.
Фрэн уезжает в командировку, оставив Мэри и Стива решать свадебные проблемы. Мэри опрометчиво соглашается стать женой Массимо, хотя сама знает, что не любит его. В день, на который назначены свадьбы Мэри с Массимо и Стива с Фрэн, Фрэн неожиданно решает бросить всё и не выходить замуж. Она уезжает, а Стив узнаёт у Массимо, что и их свадьба не состоялась.

## В ролях
| Актёр            | Роль                                                |
| ---------------- | --------------------------------------------------- |
| Дженнифер Лопес  | Мэри Фьоре, распорядитель свадеб                    |
| Мэттью Макконахи | доктор Стивен Джеймс Эдисон (Стив, «Эдди»), педиатр |
| Бриджитт Уилсон  | Френсис Джейн (Фрэн) Донолли, невеста Эдди          |
| Джуди Грир       | Пенни, коллега и подруга Мэри                       |
| Алекс Рокко      | Сальваторе Фьоре, отец Мэри                         |
| Джастин Чэмберс  | Массимо, жених Мэри                                 |
| Чарльз Кимбро    | Джон Роберт Донолли, отец Фрэн                      |
| Джоанна Глисон   | Миссис Донолли, мать Фрэн                           |
| Лу Майерс        | Берт Вайнберг, друг семьи Фьоре, охранник в парке   |
| Кэти Наджими     | Гэри, глава фирмы, где работает Мэри                |

## Производство

### Кастинг
- Изначально исполнять роли Мэри и Стива должны были Дженнифер Лав Хьюитт и Брендан Фрэйзер, затем их заменили Сара Мишель Геллар и Фредди Принц-младший. Обе пары не смогли сняться в фильме из-за конфликтов их расписания, и главные роли получили Дженнифер Лопес и Мэттью Макконахи.

### Места
- Многие сцены снимались в парке Золотые ворота, особенно на «Music Concourse[англ.]» (между старым музеем «de Young» и «Калифорнийской Академией наук» и «Японским чайным садом»). Многие сцены также снимались в библиотеке Хантингтона.

## Реакция

### Сборы
Фильм был выпущен 26 января 2001 года и занял первое место на «Box Office», собрав $13 510 293 в первые выходные. В США он собрал $60 400 856. Сборы в мире составили $94 728 529.
«Свадебный переполох» занял первое место, и Дженнифер Лопес стала первой певицей и актрисой в истории, фильм с участием которой («Свадебный переполох») и чей альбом («J. Lo») заняли первое место в одну неделю.

### Оценки
Фильм был отрицательно воспринят критиками, на Rotten Tomatoes его рейтинг составляет 17 % на основе 103 рецензий. Фильм был признан критиками не оригинальным.